# Согндал
Согндал (норв. Sogndal) — коммуна в губернии Согн-ог-Фьюране в Норвегии. Административный центр коммуны — город Согндалсфьёра. Официальный язык коммуны — нюнорск. Население коммуны на 2007 год составляло 6899 чел. Площадь коммуны Согндал — 745,97 км², код-идентификатор — 1420. В коммуне есть одноимённый футбольный клуб.

## История населения коммуны
Население коммуны за последние 60 лет.

Статистика коммуны Согндал

## Известные уроженцы
- Эйрик Бакке (род. 13 сентября 1977) — футболист, завершивший карьеру игрока.
- Туне Дамли (род. 12 апреля 1988) — певица и автор песен в жанре поп-музыка.
- Терье Баккен (3 сентября 1978 — 14 января 2004), основатель метал-группы Windir, прекратившей существование после его смерти (участники Windir образовали группы Vreid и Cor Scorpii)
- Харальд Ульрик Свердруп (15 ноября 1888 — 21 августа 1957) — океанограф и метеоролог.
- Йенс Андреас Фрис (2 мая 1821 — 16 февраля 1896) — учёный и писатель.
- Йохан Хове (род. 7 сентября 2000) — футболист.